# Elétricos de Antuérpia

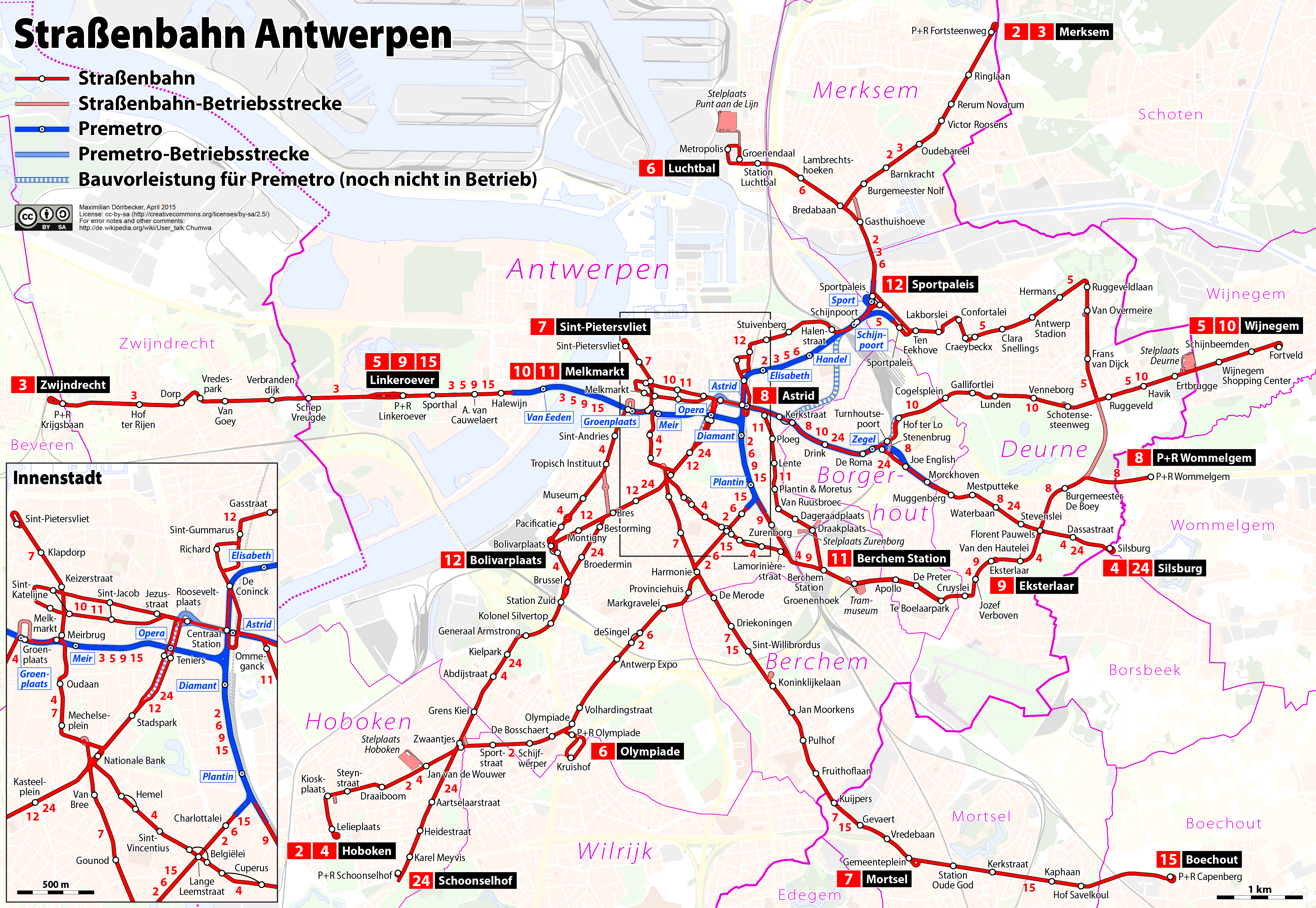

Elétricos de Antuérpia é um sistema de elétricos que serve a cidade belga de Antuérpia.